# Željko Marković
Željko Marković (Pozsega, 1889. február 20. – Abbázia, 1974. augusztus 23.), horvát matematikus, akadémikus, egyetemi tanár, a Zágrábi Egyetem rektora.

## Élete
1907 és 1911 között Zágrábban, Prágában, Göttingenben, Párizsban tanult matematikát és csillagászatot. 1915-ben a Zágrábi Egyetem Bölcsészettudományi Karán doktorált, majd 1918-ban habilitált. 1919-ben az egyetemen helyettesítő tanár, 1920-ban docens, majd 1922-ben a zágrábi Műszaki Főiskola matematika professzorává választották. 1925-től a Műszaki Főiskola Alkalmazott Matematika Tanszékének vezetője, két féléven át az iskola dékánja volt. 1926-ban a Műszaki Főiskolából megalkották az egyetem Műszaki Karát. Ennek a karnak a dékánja volt 1930/1931-ben, amikor a Jugoszláv Tudományos és Művészeti Akadémia rendes tagja lett. A rektori ciklus után rektorhelyettes volt. 1949-től 1962-ig a Természettudományi Kar Alkalmazott Matematika Tanszékének egyetemi tanára, tanszékvezetője, az 1957/1958-as tanévben a kar dékánja volt. Az 1953/54-es ciklusban az egyetem rektora volt. 1949-ben megkapta a Jugoszláv Szocialista Szövetségi Köztársaság kormánykitüntetését, 1968-ban pedig életműdíjat kapott. Az egyetemen 1962-ig, nyugdíjba vonulásáig tanított. 1960-tól a párizsi Tudománytörténeti Akadémia tagja volt. 1974-ben hunyt el a tengerparti üdülőhelyen, Abbáziában.

## Munkássága
Foglalkozott a matematikai elméletekkel és azok alkalmazásával, különös tekintettel a lineáris differenciál- és integrálegyenletekre. Bebizonyította, hogy a Mathieu-differenciálegyenletnek nem lehet két lineárisan független periodikus megoldása. Foglalkozott az égi mechanikával is, különösen a három test problémájával.  Kutatta az ókori görög matematikát és matematikai filozófiát, különös tekintettel Platón és Arisztotelész matematikai elképzeléseire. Különösen Ruđer Bošković életét és munkásságát kutatta. Az akadémiánál új kiadványt jelentetett meg „Građa za život i rad Ruđera Boškovića” (Adalék Ruđer Bošković életéhez és munkásságához) címmel, és az ő kezdeményezésére újult meg a Bošković-Almanach. Érdemei közé tartozik a lokrum-szigeti Ruđer Bošković Emlékmúzeum (1958) megalapítása és berendezése, valamint a JAZU Természettudományi, Matematikai és Orvostudományi Történeti Intézetének (1960) megalapítása. Boškovićról két nemzetközi szimpóziumot is szervezett Dubrovnikban (1958, 1981).

## Főbb művei
- Uvod u višu analizu (Bevezetés a felsőfokú elemzésbe) (I – II, 1945–46),
- Građa za život i rad Ruđera Boškovića (1950),
- Ruđe Bošković (I – II, 1968–69)